# Homem-grande
Homem-grande (inglês: big man), em antropologia política, designa um indivíduo muito influente dentro de uma tribo, especialmente na Melanésia e Polinésia.
O antropólogo norte-americano Marshall Sahlins estudou e descreveu o fenômeno em trabalho de 1963 "Poor Man, Rich Man, Big Man, Chief: Political Types in Melanesia and Polynesia", Sahlins usa tipos ideais analiticamente construídos de hierarquia e igualdade para comparar um tipo de sociedade hierárquica polinésia de  escala maior, de chefes e subchefes, com um sistema do tipo homem-grande da Melanésia.
Andrew J. Strathern aplicou o conceito de homem-grande a uma comunidade em Mount Hagen, Papua-Nova Guiné.   Tradicionalmente, entre os povos de comunidades de línguas não austronésias, a autoridade foi obtida por um homem (o chamado homem-grande) reconhecido como "o mais competentemente em atividades sociais, políticas, econômicas e cerimoniais".